# 大雄與綠之巨人傳
《多啦A夢：大雄與綠之巨人傳》是于2008年3月8日在日本上映的第28部哆啦A夢電影作品（水田版系列第3作），亦是水田山葵聲優陣的第一部原創作品，票房33.7億日幣。同時，本片是多啦A夢水田版劇場版中片長第二長的一部，為113分鐘，本片曾經的最長紀錄在2024年遭《多拉A夢：大雄的地球交響樂》的115分鐘刷新。
本片改編自多啦A夢漫畫單行本第33卷中收錄的《再見树小子》（さらばキー坊）。

## 概要
收錄自《瓢蟲漫畫》（てんとう虫コミックス）第26卷的短篇，及單行本第33卷的《再見树小子》作藍本，無獨有偶，角色樹仔亦曾在《大雄與雲之王國》中客串出現，當時已經是植物星大使。漫畫版由岡田康則執筆，於日本《快樂龍》2008年2月至3月號連載。本片推出後亦會預定出品Nintendo DS動作遊戲。總括來說，除了多啦A夢和大雄外，第二重要主角是樹仔，並結合了雲之國的元素，與綠之星(緑の星)三個要素結合整個故事內容。順帶一提，樹仔的名字的由來是樹仔日文發音與希望的日文讀音相近，正好符合了電影口號「我們的希望，能夠改變未來。」香港上映方面，野比大雄一角轉由《福星小子》、《美少女戰士》和《Keroro軍曹》配音員陸惠玲擔綱，接替替代已故第二代配音員盧素娟的第一代大雄配音員曾慶珏，亦是資深女配音員區瑞華最後一次在香港粵語版《多啦A夢大電影》中配野比玉子這個角色。

## 故事大綱
有一天，大雄撿回了一棵小樹苗，利用多啦A夢的「植物自動化液」令樹苗急速生長和懂得思想行動，並稱其為「樹仔」，樹仔因此成為大家的一份子。某天大家在後山正玩得十分開心之際，突然被一個綠色的不明幽浮帶走，因而來到了綠之星球。大雄等人被帶至星球的一個會議聆訊，會議上聖地的莉蕾公主和其手下希拉提出有感地球不斷受到污染，讓綠油油的樹急速消失。故此綠之星的莉蕾公主準備率領士兵一起將破壞树木的地球人毀滅。植物星的長老勸止不成功，故決此將「綠之心」交給樹仔，因他相信樹仔有像綠之巨人般想保護大家的精神，故此就算他變成了綠之巨人也不會做壞事。之後，大雄等人嘗試回到地球後，發現一切已被植物覆蓋著，不過他們發現之前被幽浮吸走前，哆啦A夢的「定時器」（漫畫版為「時間閘」）從百寶袋中掉下來並啟動了，即地球在被植物覆蓋之前已處於停頓狀態中，故地球人還沒有因植物覆蓋而死。當然希拉發現時間被停止的問題，故游說公主馬上讓綠之巨人甦醒過來。樹仔從莉蕾公主身邊逃脫後，準備回到大雄身邊，卻發現一個自己以前玩的玩具被植物星的力量摧毁了，想起從前的朋友們，十分激動和憤怒，樹仔故變成了傳說中擁有「足以破坏地球的力量」的綠之巨人！！

## 角色介紹
| 角色                   | 配音員   | 介紹 |
| ---------------------- | -------- | --- |
| 樹寶                   | 吉越拓矢 | 大雄在後山檢回來的小樹苗，因澆上了多啦A夢的道具「植物自動化液」的關係而變成一棵會思考和行動的植物，非常熱愛知識和學習。來到「綠之星」後，被植物星的希拉虎視著，並被其變成了傳說中的綠之巨人，後來因大雄與莉蕾公主的努力下，把他救回來。後來決定離開大雄身邊到植物星繼續留學進修，樹寶也是雲之王國的前傳。 |
| 莉蕾公主（リーレ）           | 堀北真希 | 綠之星的公主。其個性十分蠻橫，對樹寶和大雄等人感興趣。一開始對他們十分無禮，後來樹寶變成巨人後看見大雄的努力而受到感動，故決定好好打理朝政。 |
| 長老（ジィ）               | 三宅裕司 | 綠之星的長老，算是整個綠之星的靈魂，整個星球的環境都是他孕育的。沒有人知道他是什麼時候出現的，他來無影，去無蹤。外型呈蘑菇狀，以毛茸茸的身體表現出來。曾警告希拉等人若以武力來保護植物，會發生不可收拾的毀滅性悲劇。                                                                                      |
| 希拉（シラー）               | 大塚周夫 | 綠瞄女王的手下，在綠之星掌管一切政治活動。一直想率領軍隊進攻地球，礙於莉蕾的關係，故此一直游說她喚醒綠巨人。因為發現小樹拿著「綠之心」而誤認樹仔為綠巨人的「心臟」，所以想捉走樹仔。最後受大家感動而改邪歸正。                                                                                            |
| 帕魯納（パルナ）             | 有田哲平 | 希拉的手下，服從希拉下的指令。在植物星任守衛。 |
| 綠之星村落居民亞瑪（ヤマ） |          | |
| 綠之星村落居民小奈（ロクちゃん） | 土屋蓉子 | |
| 綠之星村落居民莫亞（モヤくん） | 渡邊甚平 | |

## 配音員

### 預告片旁白
- 香港：林保全、陸惠玲（大雄）

## 配音員
| 角色             | 配音員                                                           | 配音員                                    | 配音員                             | 配音員 | 配音員   |
| 角色             | 日本                                                             | 臺灣                                      | 臺灣                               | 香港   | 中國大陸 |
| 角色             | 日本                                                             | 國語                                      | 客家語                             | 香港   | 中國大陸 |
| ---------------- | ---------------------------------------------------------------- | ----------------------------------------- | ---------------------------------- | ------ | -------- |
| 哆啦A夢／多啦A夢 | 水田山葵                                                         | 陳美貞                                    | 劉韶蕙                             | 林保全 | 曾丹     |
| 大雄             | 大原惠                                                           | 劉如蘋                                    | 徐敏莉                             | 陸惠玲 | 黃笑嬿   |
| 靜香             | 嘉數由美                                                         | 林美秀                                    | 王旻瑛                             | 梁少霞 | 詹佳     |
| 胖虎             | 木村昴                                                           | 宋克軍                                    | 黃振尉                             | 陳卓智 | 吳磊     |
| 小夫             | 關智一                                                           | 李世揚                                    | 陳佾玄                             | 黃鳳英 | 翟巍     |
| 野比玉子         | 三石琴乃                                                         | 林美秀                                    | 彭月春                             | 區瑞華 | 葉露     |
| 野比大助         | 松本保典                                                         | 宋克軍                                    | 賴家昌                             | 張炳強 | 桂楠     |
| 哆啦美           | 千秋                                                             | 姚敏敏                                    | 林鈺婷                             | 鄭麗麗 | 黃怡晴   |
| 出木杉           | 萩野志保子                                                       | 姚敏敏                                    | 徐佑驊                             | 周恩恩 | 武向彤   |
| 播音員           | 宇垣秀成                                                         | 李世揚 （球賽轉播） 孫德成 （自然特集）   | 賴家昌                             |        |          |
| 小女孩           | 松元環季                                                         | 許淑嬪                                    |                                    |        |          |
| 樹寶             | 吉越拓矢                                                         | 楊凱凱                                    | 賴予喬                             | 高可慧 | 黃怡晴   |
| 莉蕾公主         | 堀北真希                                                         | 許淑嬪                                    | 宋菁玲                             | 林司敏 | 黃鶯     |
| 席拉             | 大塚周夫                                                         | 宋克軍                                    | 楊明剛                             | 黃志明 | 程玉珠   |
| 巴魯納           | 有田哲平                                                         | 李世揚                                    | 陳佾玄                             |        |          |
| 女官             | 瀬那歩美                                                         | 陳美貞 劉如蘋                             | 葉金華 廖惠貞                      |        |          |
| 長老             | 三宅裕司                                                         | 孫德成                                    | 唐川                               | 譚漢華 | 陳兆雄   |
| 雅瑪             | 石田ことみ                                                       | 林美秀                                    | 彭月春                             | 鄭麗麗 |          |
| 小奈             | 土屋蓉子                                                         | 陳美貞                                    |                                    | 高可慧 |          |
| 莫亞             | 渡邊甚平                                                         |                                           | 賴家昌                             | 李凱傑 |          |
| 娜耶             | 上野一舞                                                         | 姚敏敏                                    | 徐佑驊                             |        |          |
| 雅瑪父親         | 菅原淳一                                                         | 孫德成                                    | 賴家昌                             | 何承駿 |          |
| 雅瑪母親         | 丸田麻里                                                         | 姚敏敏                                    | 葉金華                             |        |          |
| 植物議員         | 千葉常晟 川嶋大晴 松崎将也 野寺美希 小林優太郎 山口華奈 渡部雅史 | 孫德成 李世揚 宋克軍 姚敏敏 龍顯蕙 許淑嬪 | 江婕華 陳羿瑄 黃乙軒 黃韵茹 連墨染 |        |          |

- 其他參與台灣客家語配音的配音員（本名單為鷂婆山下工作室提供，有的可能是因為翻譯名詞問題而找不到對應的角色，歡迎協助填入上表）：
  - 洛古：王旻瑛
  - 侍衛：賴家昌

## 主題歌
| 類別         | 歌曲                        | 作詞     | 作曲           | 编曲     | 演唱                               |
| ------------ | --------------------------- | -------- | -------------- | -------- | ---------------------------------- |
| 片頭曲       | 《為你實現夢想的多啦A夢》(夢をかなえてドラえもん) | 黒須克彦 | 黒須克彦       | 大久保薫 | Mao                                |
| 主題曲       | 《牽手吧！》(手をつなごう)              | 絢香     | 西野芳彦、絢香 | L.O.E    | 絢香                               |
| 台湾版主題曲 | 《勇敢的翅膀》              |          |                |          | 歌：音樂鐵人主唱：劉明峰(音樂鐵人) |

片尾曲臺灣版是翻唱。

## 票房
| 上一届： 《黃金羅盤》   | 2008年日本週末票房冠軍 第10周    | 下一届： 《曼哈頓奇緣》 |
| 上一届： 《曼哈頓奇緣》 | 2008年日本週末票房冠軍 第12-13周 | 下一届： 《科洛弗檔案》 |

## 工作人員
- 原作：藤子·F·不二雄
- 總導演：楠葉宏三
- 導演：渡邊步
- 分鏡 (storyboard) 繪製：渡邊步、宮下新平
- 編劇：大野木寬
- 演出（導演助理）：宮下新平
- 繪畫指導：金子志津枝
- 特效繪畫指導：桝田浩史
- 助理繪畫指導：夏目真悟、加來哲郎、大杉宜弘、佐佐木美和
- 動畫檢查：小杉菜穂子
- 美術指導：西田稔、河合伸治
- 色彩設計：松谷早苗
- 助理色彩設計：堀越智子
- 色彩指定及檢査：吉田晴繪、高橋惠
- 仕上擔當：野中幸子
- 視覺效果總監：木船德光 (IKIF+)
- 視覺效果指導：奧村優子 (IKIF+)
- 攝影指導：岸克芳 (Anime Film)
- 特別效果攝影：千場豐
- 剪接：小島俊彥 (岡安Promotion)
- 錄音指導：田中章喜
- 原創音樂：澤田完
- 音效後期製作：Audio Planning U 株式會社
- 錄音室：APU Meguro Studio
- 動作音效設計：糸川幸良 (Group And I)
- 混音師：田口信孝
- 助理混音師：村越直
- 對白剪接：大城久典、内山敬章、山本寿
- 音響製作辦理：浦上慶子
- 數碼光學錄音：西尾曻
- 杜比音響顧問：森幹生、河東努 (Continental Far East Ltd.)
- 底片沖印：株式會社東京現像所
- 高清剪接員：山本洋平、金澤佳明、野本健一
- 底片輸出技術員：増田悦史
- 底片調光師 (Color timing)：井出義雄
- 沖印室聯絡 (Lab. coordinator)：井上純一
- 沖印室管理 (Lab. management)：土志田麻美
- 沖印總監：加藤善仁
- 宣傳總監（日本）：豊田幸宏
- 宣傳組人員（日本）：伊藤卓哉、土肥直人、西田信貴
- 附加動畫製作：腰繁男、杉浦聰、增泉路子
- 製作事務：杉野友紀、服部高弘、宮澤英太郎
- 製作進行：岡田麻衣子、八鍬新之介、廣川浩二、長田美香、荒木元道、中島進、永田雄一、菊地達也
- 製作辦理：外崎真
- 監製：小倉久美、吉川大祐、藤森匠、島哲雄、山崎立士
- 執行監製（出品人）：増子相二郎、杉山登
- 動畫製作：SHIN-EI動畫株式會社
- 動畫製作協力：Vega Entertainment (ベガエンタテイメント)（松土隆二、武井健、笠木昇、安本久美子、河村武雄、馬場潤）
- 出品：電影多啦A夢製作委員會（藤子製作株式會社、小學館株式會社、朝日電視台株式會社、SHIN-EI動畫株式會社、ADK (Asatsu-DK)、小學館製作株式會社）

技術資料

## 片中主題
節錄自片中长老之言：“所有编织生命的人啊，还有大雄、樹寶，我将你们的身姿同远古的我重叠了起来。一个人和一颗种子，这就是这个星球的开始，彼此用思念的心，生命让生命的延续留下来关怀他人的心，将人们引向繁荣发展的同时，大家却将其忘记了，一切生命都因为互相扶持，才形成了宇宙，这是永恒不变的真爱。对，宇宙充满了爱！我相信掌握未来的你们一定能够将这份爱培养的更伟大。”

## 遊戏

### DS
本作是配合電影《大雄與綠之巨人傳》而推出的 NDS 掌上型遊戲。一改卡片遊戲作風，該遊戲以十足 RPG 風格，帶給玩家一個最精采刺激的冒險故事！在這一款「大雄的綠色巨人傳DS」遊戲當中，玩家只能夠操控大雄一人。遊戲雖然是以冒險為主，不過，與其他人對話以獲得情報也是極為重要的。甚至，在日本也已經有 111 頁的遊戲攻略本出版！
在遊戲中，許多我們耳熟能詳的道具也可以讓玩家使用。比方竹蜻蜓、空氣砲、竹馬等等；除了主劇情外，遊戲中還提供了許多的小遊戲。

### 手機遊戏
除NDS版的遊戏外，台灣更推出了「手機版」的綠之巨人傳!語言為簡體中文，這次玩家则需要保護「树小子」。

## 其他
- 電影播完片尾曲後一如往常播放明年電影的決定，影像中多啦A夢準備進入隨意門時，突然一個貌似《大雄的宇宙開拓史》中的江姆從隨意門把哆啦A夢拉進去，意味著2009年的電影會是《大雄的宇宙開拓史》的重製版。（上映完四個月後，《新·大雄的宇宙開拓史》製作情報發表。）
- 另有附帶短篇《另一個綠之巨人傳》及《樹仔戀愛了》。
- 電影裡面還有《大雄的恐龍2006》跟皮助玩的皮球。
- 臺灣版電影DVD附贈15首哆啦A夢電影主題曲CD。

1. 哆啦A夢主題歌
2. 永遠都是好朋友
3. 畫哆啦A夢
4. 哆啦A夢貓貓舞
5. 只要愛還在
6. 我是哆啦A夢2112
7. 我們都是地球人
8. 仰望晴空
9. 偶就是胖虎！
10. 蠻不在乎的大雄
11. 哆啦A夢搖籃曲
12. 大餅臉之歌
13. 畫哆啦美
14. 哆啦A夢過聖誕
15. 哆啦A夢大遊行

## 電影口號
- 我們的希望，能夠改變未來。（僕らの希望が未来を動かす。）
- DORAEMON THE FUTURE 2008

## 獎項
| 年份 | 大奖                 | 奖项         | 提名                 | 结果 |
| ---- | -------------------- | ------------ | -------------------- | ---- |
| 2008 | 第32回日本电影金像奖 | 優秀动画片奖 | 《大雄與綠之巨人傳》 | 獲獎 |

## 外部連結
- 哆啦A夢電影2008《大雄與綠之巨人傳》日本官方網站 （页面存档备份，存于）
- 电影《哆啦A梦 大雄与绿巨人传》中国大陆官方网站
- 哆啦A夢電影《大雄與綠之巨人傳》台灣官方網站
- 互联网电影数据库（IMDb）上《大雄與綠之巨人傳》的资料（英文）
- Yahoo奇摩電影上《大雄與綠之巨人傳》的資料（繁體中文）
- 開眼電影網上《大雄與綠之巨人傳》的資料（繁體中文）
- 时光网上《大雄與綠之巨人傳》的資料（简体中文）
- 豆瓣电影上《大雄與綠之巨人傳》的資料 （简体中文）